# Ligue internationale
La Ligue internationale (anglais : International League abrégé IL) est une ligue mineure de baseball qui opère dans l'est des États-Unis. Comme la ligue de la côte du Pacifique à l'ouest des États-Unis, elle évolue au niveau Triple-A, juste en dessous de la ligue majeure de baseball. Chaque équipe est affiliée avec une franchise de Ligue majeure, permettant le développement de joueurs avant leur arrivée au plus haut niveau. Depuis les années 1930, la League revendiquait une création en 1884 en reprenant à son compte l’Eastern League (1884), la New York State League (1885), l’International League (1886-1887), l’International Association (1888-1890), l’Eastern Association (1891) puis l' Eastern League (1892-1911). Le nom d’International League est adopté de 1912 à 2020. La ligue prend ensuite la dénomination Triple-A Est lorsque la MLB en prend le contrôle en 2021 dans le but de réorganiser les ligues mineures. Elle reprend ensuite son nom actuel à partir de la saison 2022.

## Histoire
La Ligue internationale est créée en 1886 par la fusion de deux ligues existantes : la Ligue de l'État de New York (New York State League, fondée en 1885) et la Ligue de l'Ontario (Ontario League, fondée en 1885). Huit équipes participent à la première édition du championnat. En 1887, la ligue absorbe les deux équipes restantes de la Ligue de l'Est (Eastern League, fondée en 1884). La ligue est alors composée de 10 équipes. Elle est démantelée en fin de saison, les clubs situés au nord déclarant que les déplacements vers les villes du sud sont trop onéreux.

Ces mêmes clubs créent l'Association internationale en 1888. En 1890, pour la seule fois de son histoire, la ligue doit cesser ses activités avant la fin la saison face à la concurrence des deux ligues majeures de l'époque, la Ligue américaine et l'Association américaine. En 1891, le championnat reprend avec huit équipes sous le nom de l'Association de l'Est (Eastern Association), pour la première fois sans équipes canadiennes. La ligue change à nouveau de nom en 1892 pour devenir la Ligue de l'Est (Eastern League), mais seuls six équipes termineront la saison sur les huit engagés. En 1895, Toronto accueille à nouveau une équipe et deux ans plus tard, les Royals de Montréal s'installent dans la métropole du Québec. La ligue connaît une période de stabilité au début du XXe siècle sous la présidence de Pat Powers.

En 1912, la ligue est renommée Ligue internationale. La période de 1914 à 1920 est marquée par de nombreux déménagements de franchises et par une baisse de fréquentation. En 1933, Frank Shaughnessy, directeur gérant des Royals de Montréal, propose un nouveau format de compétition pour l'attribution du titre de champion. Au lieu d'une finale entre les deux meilleures équipes de la saison régulière, quatre équipes se rencontrent lors de séries éliminatoires pour décrocher la Coupe du gouverneur, le nouveau trophée de la ligue.

En 1954, une franchise est créée à La Havane à Cuba. Elle doit se replier à Jersey City au milieu de la saison 1960 à la suite des événements politiques sur l'île. En 1961, la ligue tente une nouvelle implantation dans la Mer des Caraïbes. La franchise des Marlins part de Miami vers San Juan (Porto Rico), mais revient sur le continent après quelques mois de compétition. Elle s'installe à Charleston pour le reste de la saison.

En 1971, une équipe des meilleurs joueurs de la ligue remporte un match d'exhibition face aux Yankees de New York à Rochester devant 11 000 spectateurs. En 1984, une sélection des meilleurs joueurs s'incline devant les Indians de Cleveland en 11 manches devant 11 032 spectateurs à Columbus (Ohio) lors des commémorations du centenaire de la ligue.

En 1988, la ligue est scindée en deux divisions. La même année, la Ligue internationale et l'Association américaine, une autre ligue de niveau AAA, décident d'organiser des rencontres interligues. Le concept dure jusqu'en 1992.

En 1998, l'Association américaine cesse ses activités et trois de ses équipes rejoignent la Ligue internationale. Les équipes sont alors réparties en trois divisions : la Division nord, la Division sud et la Division ouest. En fin de saison, les trois champions de division et le meilleur deuxième sont qualifiés pour les demi-finales qui se jouent en séries éliminatoires au meilleur des cinq matchs. Les vainqueurs se rencontrent pour décrocher la Coupe du gouverneur.
En 2008, la Ligue cesse d'opérer au Canada en transférant la franchise des Lynx d'Ottawa à Allentown (Pennsylvanie) sous le nom d'IronPigs de Lehigh Valley. Cette même année 2008, les 970 matches de la Ligue rassemblent 7 097 411 spectateurs soit 7 317 en moyenne par match, en augmentation de 5,6 % par rapport à la saison 2007. Malgré la crise économique, l'affluence se maintient à 7 017 469 spectateurs en 2009. 6 942 739 spectateurs sont comptabilisés en 2010, soit une moyenne 6 908 par match.

## Équipes de la saison 2022[8]
| Division | Franchise                           | Ville         | État             | Stade (capacité)                    | Affilié à (depuis)              |
| -------- | ----------------------------------- | ------------- | ---------------- | ----------------------------------- | ------------------------------- |
| East     | Bisons de Buffalo                   | Buffalo       | New York         | Sahlen Field (16 600)               | Blue Jays de Toronto (2013)     |
| East     | Knights de Charlotte                | Charlotte     | Caroline du Nord | Truist Field (10 200)               | White Sox de Chicago (1999)     |
| East     | Bulls de Durham                     | Durham        | Caroline du Nord | Durham Bulls Athletic Park (10 000) | Rays de Tampa Bay (1998)        |
| East     | Jumbo Shrimp de Jacksonville        | Jacksonville  | Floride          | 121 Financial Park (11 000)         | Marlins de Miami (2021)         |
| East     | IronPigs de Lehigh Valley           | Allentown     | Pennsylvanie     | Coca-Cola Park (10 100)             | Phillies de Philadelphie (2007) |
| East     | Tides de Norfolk                    | Norfolk       | Virginie         | Harbor Park (11 856)                | Orioles de Baltimore (2007)     |
| East     | Red Wings de Rochester              | Rochester     | New York         | Frontier Field (13 500)             | Nationals de Washington (2021)  |
| East     | RailRiders de Scranton/Wilkes-Barre | Moosic        | Pennsylvanie     | PNC Field (10 000)                  | Yankees de New York (2007)      |
| East     | Mets de Syracuse                    | Syracuse      | New York         | NBT Bank Stadium (10 815)           | Mets de New York (2019)         |
| East     | Red Sox de Worcester                | Worcester     | Massachusetts    | Polar Park (9 508)                  | Red Sox de Boston (2021)        |
| West     | Clippers de Columbus                | Columbus      | Ohio             | Huntington Park (10 100)            | Guardians de Cleveland (2009)   |
| West     | Stripers de Gwinnett                | Lawrenceville | Géorgie          | Coolray Field (10 427)              | Braves d'Atlanta (1965)         |
| West     | Indians d'Indianapolis              | Indianapolis  | Indiana          | Victory Field (14 230)              | Pirates de Pittsburgh (2005)    |
| West     | Cubs de l'Iowa                      | Des Moines    | Iowa             | Principal Park (11 500)             | Cubs de Chicago (1981)          |
| West     | Bats de Louisville                  | Louisville    | Kentucky         | Louisville Slugger Field (13 131)   | Reds de Cincinnati (2000)       |
| West     | Redbirds de Memphis                 | Memphis       | Tennessee        | AutoZone Park (10 000)              | Cardinals de Saint-Louis (1998) |
| West     | Sounds de Nashville                 | Nashville     | Tennessee        | First Horizon Park (10 000)         | Brewers de Milwaukee (2021)     |
| West     | Storm Chasers d'Omaha               | Papillion     | Nebraska         | Werner Park (9 023)                 | Royals de Kansas City (1969)    |
| West     | Saints de Saint Paul                | Saint Paul    | Minnesota        | CHS Field (10 210)                  | Twins du Minnesota (1982)       |
| West     | Mud Hens de Toledo                  | Toledo        | Ohio             | Fifth Third Field (10 300)          | Tigers de Détroit (1969)        |

## Palmarès
Le palmarès n'est pas connu entre 1884 et 1890. En 1892, deux séries finales couronnent deux champions.
| - 1891 Bisons de Buffalo - 1892 (1) Clamdiggers de Providence - 1892 (2) Binghamton Bingoes - 1893 Blackbirds d'Érié - 1894 Clamdiggers de Providence - 1895 Maroons de Springfield - 1896 Grays de Providence - 1897 Stars de Syracuse - 1898 Royaux de Montréal - 1899 Bronchos de Rochester - 1900 Clamdiggers de Providence - 1901 Bronchos de Rochester - 1902 Maple Leafs de Toronto - 1903 Skeeters de Jersey City - 1904 Bisons de Buffalo - 1905 Clamdiggers de Providence - 1906 Bisons de Buffalo - 1907 Maple Leafs de Toronto - 1908 Orioles de Baltimore - 1909 Bronchos de Rochester - 1910 Bronchos de Rochester - 1911 Bronchos de Rochester - 1912 Maple Leafs de Toronto - 1913 Indians de Newark - 1914 Grays de Providence - 1915 Bisons de Buffalo - 1916 Bisons de Buffalo - 1917 Maple Leafs de Toronto - 1918 Maple Leafs de Toronto - 1919 Orioles de Baltimore - 1920 Orioles de Baltimore - 1921 Orioles de Baltimore - 1922 Orioles de Baltimore - 1923 Orioles de Baltimore - 1924 Orioles de Baltimore - 1925 Orioles de Baltimore - 1926 Maple Leafs de Toronto - 1927 Bisons de Buffalo - 1928 Red Wings de Rochester - 1929 Red Wings de Rochester - 1930 Red Wings de Rochester |  | - 1931 Red Wings de Rochester - 1932 Bears de Newark - 1933 Bisons de Buffalo - 1934 Maple Leafs de Toronto - 1935 Chiefs de Syracuse - 1936 Bisons de Buffalo - 1937 Bears de Newark - 1938 Bears de Newark - 1939 Rochester Red Wings - 1940 Bears de Newark - 1941 Royaux de Montréal - 1942 Chiefs de Syracuse - 1943 Chiefs de Syracuse - 1944 Orioles de Baltimore - 1945 Bears de Newark - 1946 Royaux de Montréal - 1947 Chiefs de Syracuse - 1948 Royaux de Montréal - 1949 Royaux de Montréal - 1950 Orioles de Baltimore - 1951 Royaux de Montréal - 1952 Red Wings de Rochester - 1953 Royaux de Montréal - 1954 Chiefs de Syracuse - 1955 Red Wings de Rochester - 1956 Red Wings de Rochester - 1957 Bisons de Buffalo - 1958 Royaux de Montréal - 1959 Sugar Kings de La Havane - 1960 Maple Leafs de Toronto - 1961 Bisons de Buffalo - 1962 Crackers d'Atlanta - 1963 Indians d'Indianapolis - 1964 Red Wings de Rochester - 1965 Maple Leafs de Toronto - 1966 Maple Leafs de Toronto - 1967 Mud Hens de Toledo - 1968 Suns de Jacksonville - 1969 Chiefs de Syracuse - 1970 Chiefs de Syracuse - 1971 Red Wings de Rochester |  | - 1972 Tides de Tidewater - 1973 Red Sox de Pawtucket - 1974 Red Wings de Rochester - 1975 Tides de Tidewater - 1976 Chiefs de Syracuse - 1977 Charlies de Charleston - 1978 Braves de Richmond - 1979 Clippers de Columbus - 1980 Clippers de Columbus - 1981 Clippers de Columbus - 1982 Tides de Tidewater - 1983 Tides de Tidewater - 1984 Pawtucket Red Sox - 1985 Tides de Tidewater - 1986 Braves de Richmond - 1987 Clippers de Columbus - 1988 Red Wings de Rochester - 1989 Braves de Richmond - 1990 Red Wings de Rochester - 1991 Clippers de Columbus - 1992 Clippers de Columbus - 1993 Knights de Charlotte - 1994 Braves de Richmond - 1995 Lynx d'Ottawa - 1996 Clippers de Columbus - 1997 Red Wings de Rochester - 1998 Bisons de Buffalo - 1999 Knights de Charlotte - 2000 Indians d'Indianapolis - 2001 Bats de Louisville - 2002 Bulls de Durham - 2003 Bulls de Durham - 2004 Bisons de Buffalo - 2005 Mud Hens de Toledo - 2006 Mud Hens de Toledo - 2007 Richmond Braves - 2008 Yankees de Scranton/Wilkes-Barre - 2009 Bulls de Durham - 2010 Clippers de Columbus - 2011 Clippers de Columbus - 2012 Red Sox de Pawtucket |  | - 2013 Bulls de Durham - 2014 Red Sox de Pawtucket - 2015 Clippers de Columbus - 2016 RailRiders de Scranton/Wilkes-Barre - 2017 Bulls de Durham - 2018 Bulls de Durham - 2019 Clippers de Columbus - 2020 Saison annulée en raison de la pandémie de Covid-19 - 2021 Bulls de Durham - 2022 Bulls de Durham - 2023 Tides de Norfolk |